# 빌리 판 더 케르크호프
빌헬뮈스 "빌리" 안토니위스 판 더 케르크호프(네덜란드어: Wilhelmus "Willy" Antonius van de Kerkhof, 1951년 9월 16일 ~ )는 네덜란드의 전직 축구 선수로, 포지션은 중앙 미드필더였으며 레네 판 더 케르크호프의 쌍둥이 동생이다.
1973년부터 1986년까지 네덜란드 대표팀에서 뛰는 동안 63경기에 출전하면서 5득점을 기록했으며 그의 쌍둥이 형인 레네와 함께 네덜란드 대표팀에서 뛰었다. 1974년 FIFA 월드컵과 1978년 FIFA 월드컵에서 네덜란드의 FIFA 월드컵 준우승을 이끌었으며 2004년 3월 펠레가 선정한 현존하는 최고의 축구 선수 목록인 FIFA 100에 선정되었다.